# Energia odnawialna w Niemczech
Niemiecki sektor energetyki odnawialnej jest jednym z najbardziej innowacyjnych na świecie.
Udział energii elektrycznej produkowanej ze źródeł odnawialnych w Niemczech wzrósł z 6,3% w 2000 r. do ok. 33,5% w 2016 r..
Według oficjalnych danych ok. 370 000 osób było zatrudnionych w sektorze energetyki odnawialnej w Niemczech w 2010r.

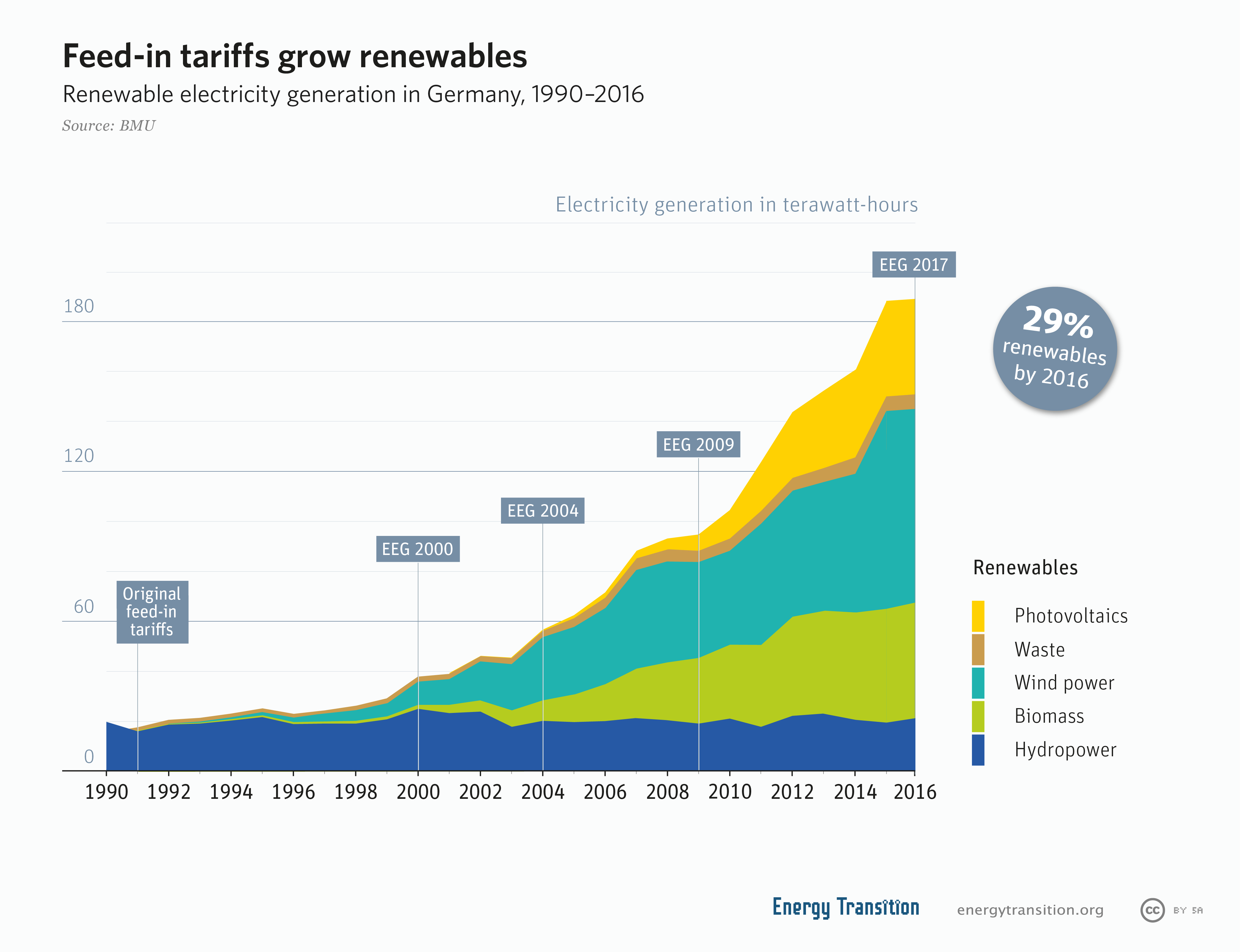
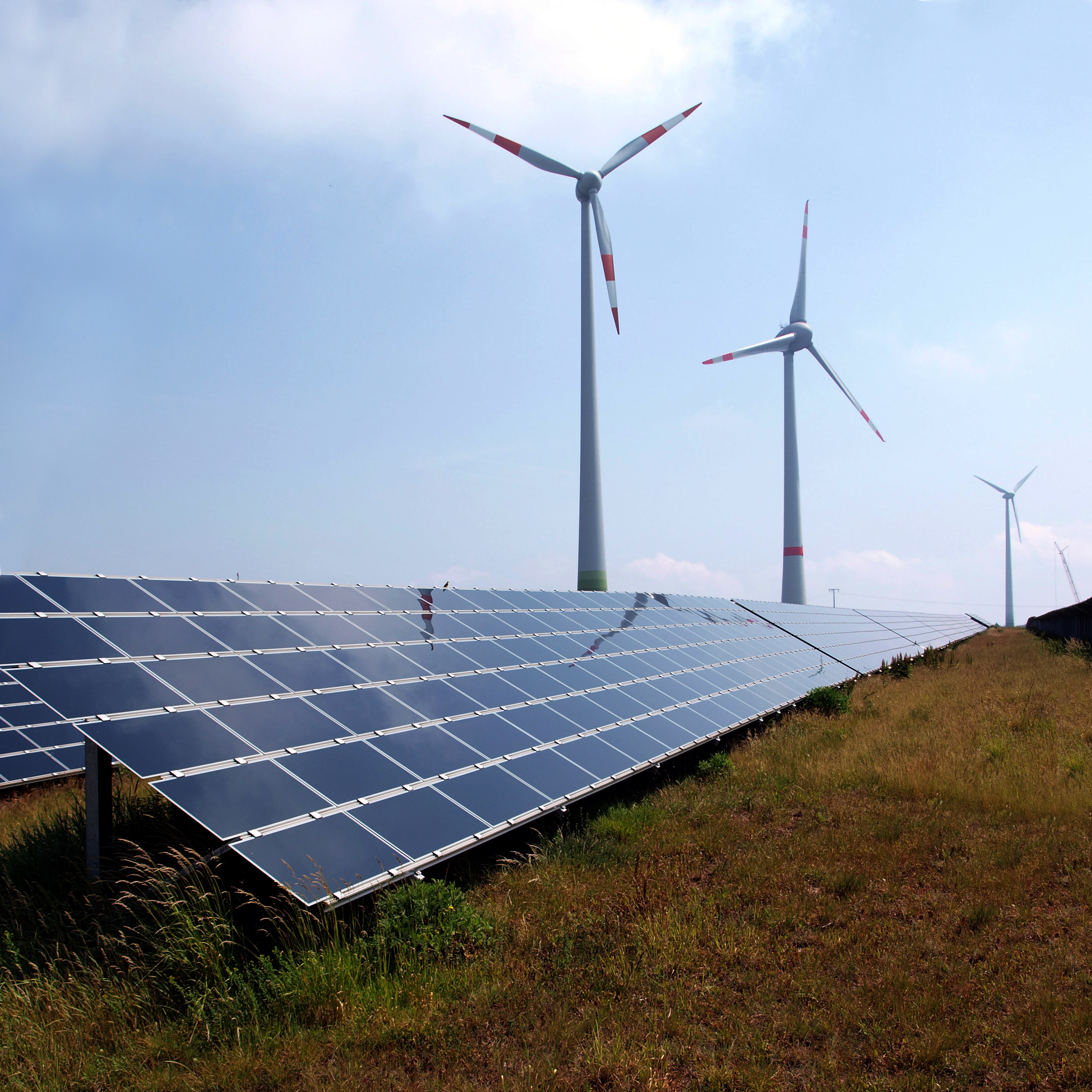
Turbiny wiatrowe i elektrownia słoneczna w niemieckim kraju związkowym Nadrenia-Palatynat.
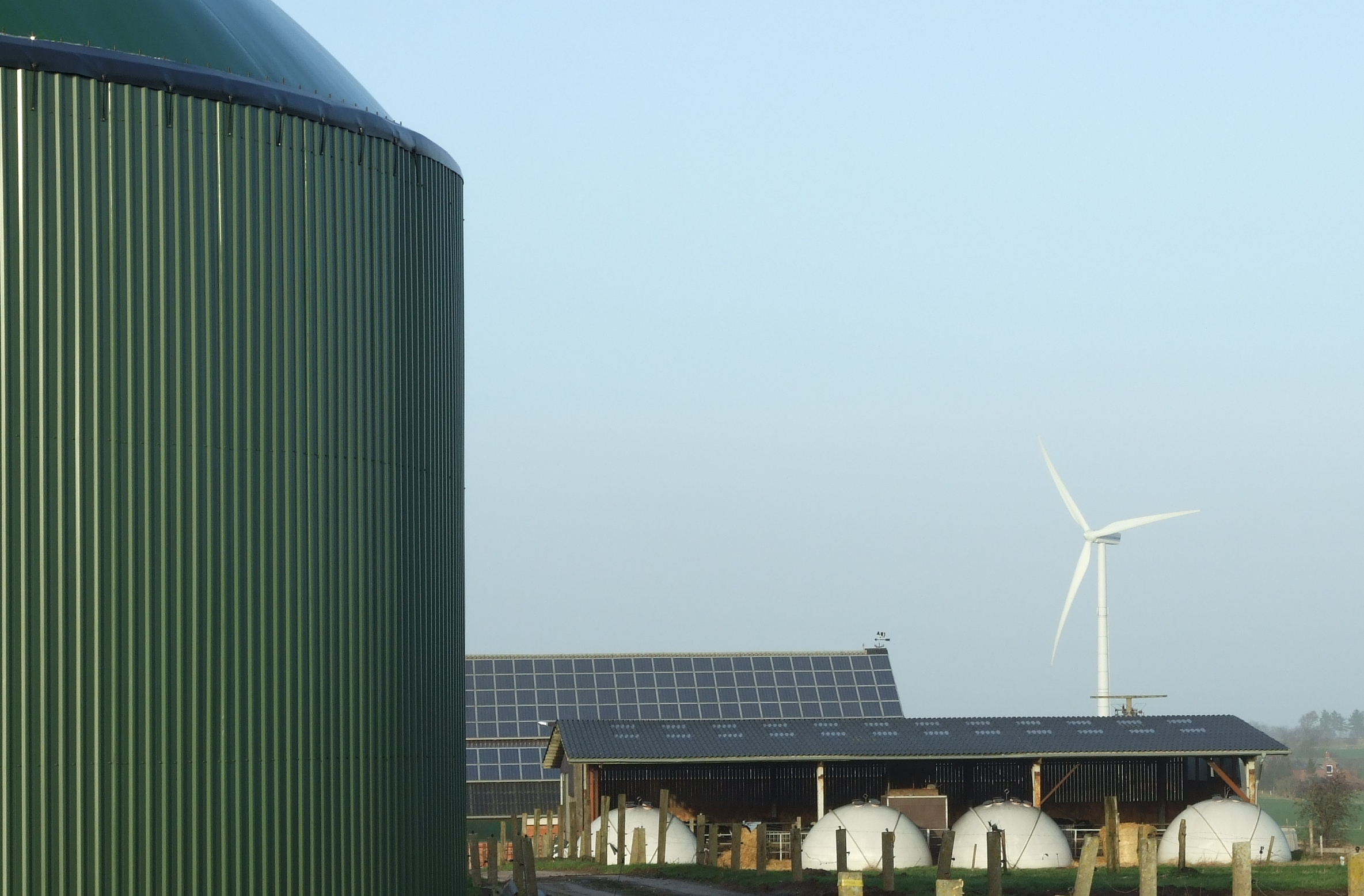
Fermenter biogazu, elektrownia wiatrowa i elektrownia słoneczna w niemieckim kraju związkowym Szlezwik-Holsztyn
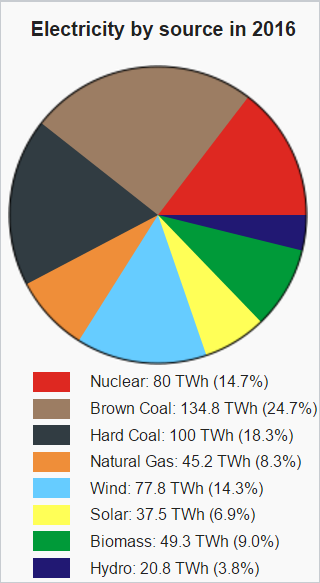
Energia elektryczna wyprodukowana w Niemczech w 2016 r. (podział według źródła).
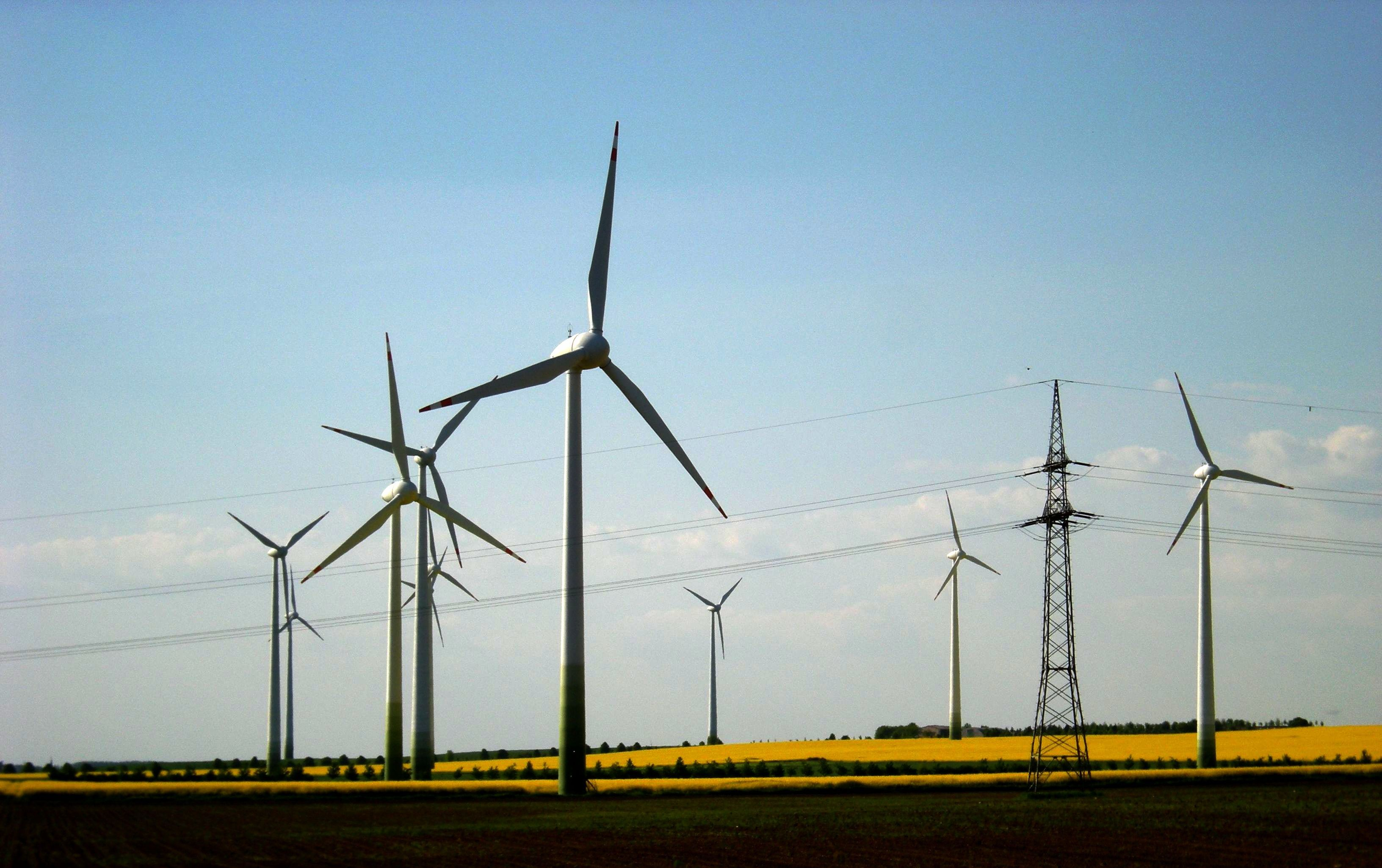
Farma wiatrowa w Bernburg (Saale)
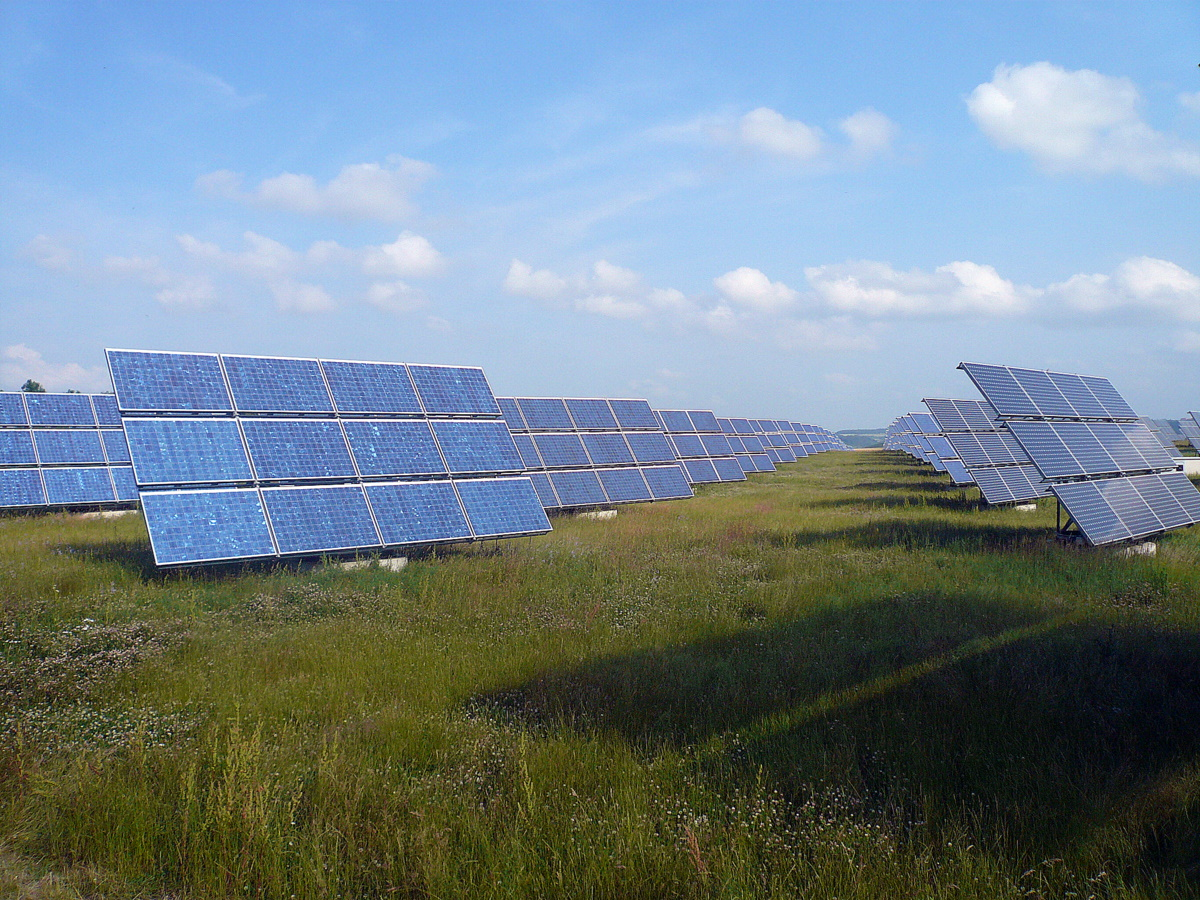
Elektrownia sloneczna Erlasee w Bawarii